# 称名寺 (東京都府中市)

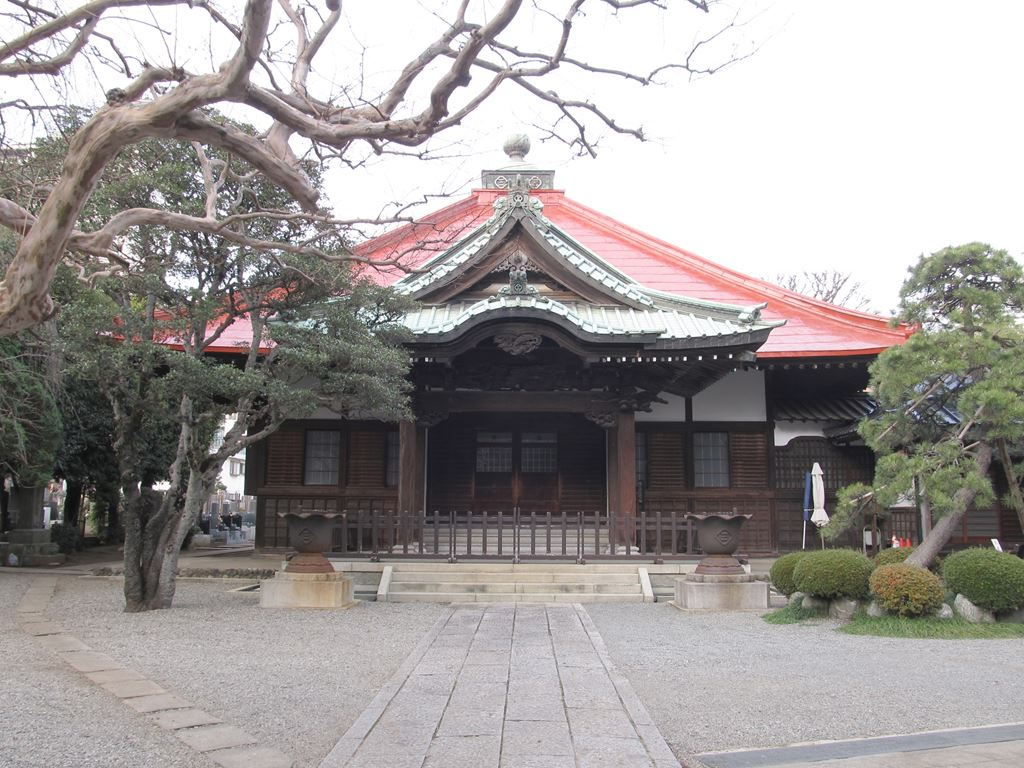

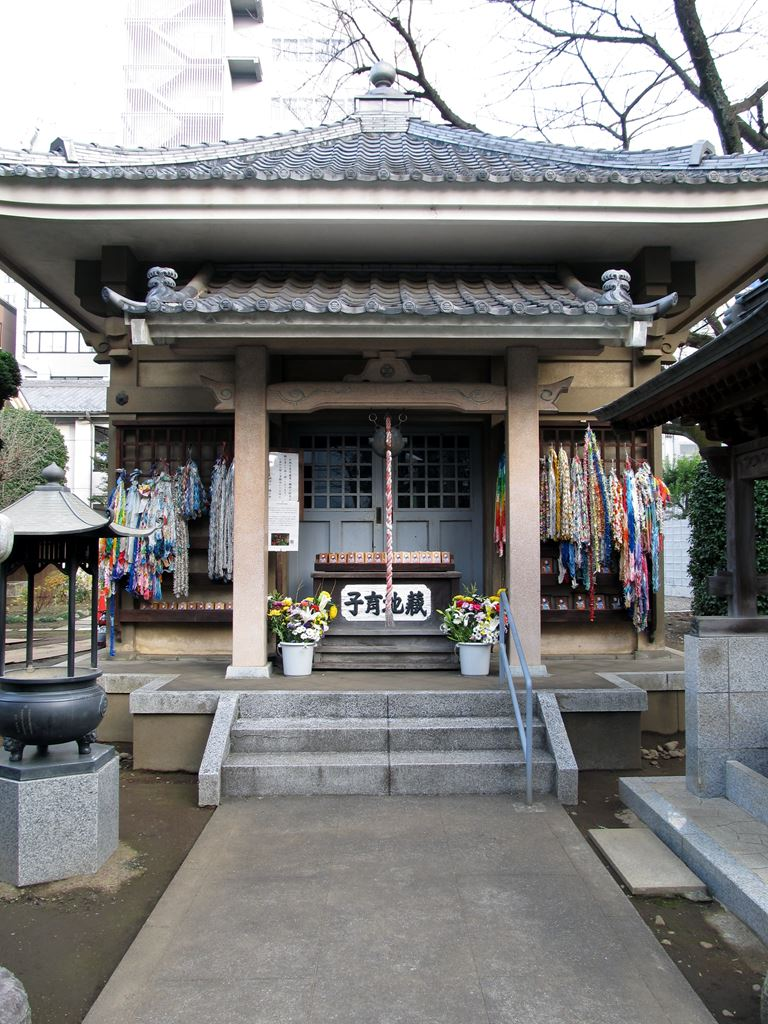

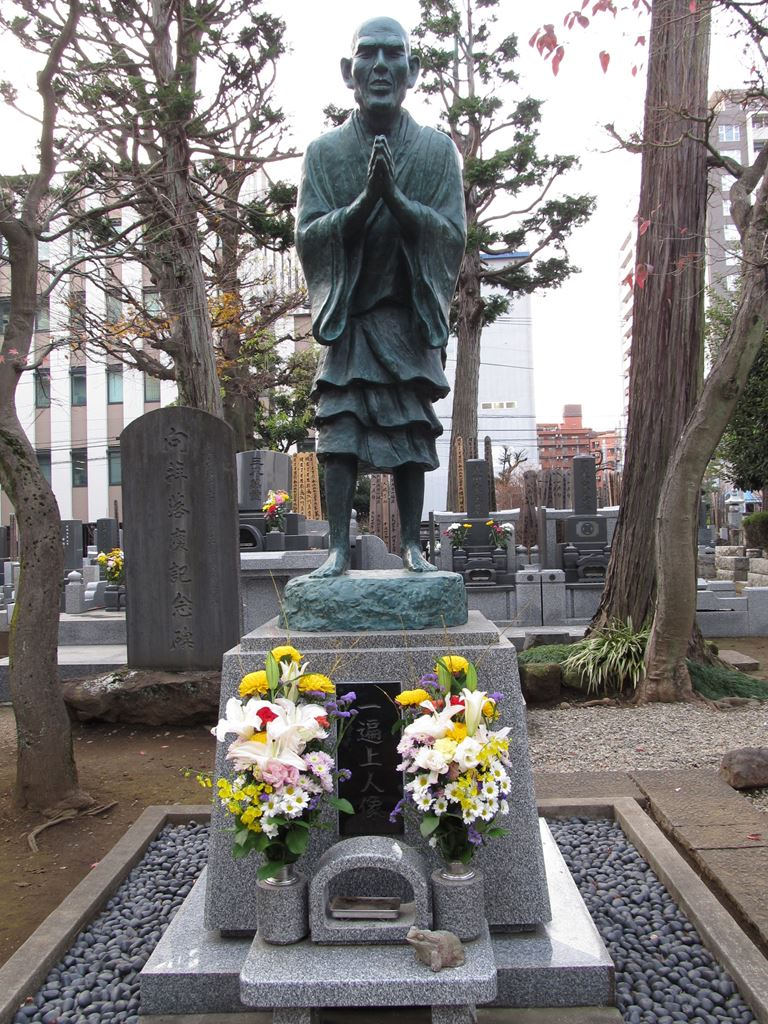

称名寺（しょうみょうじ）は東京都府中市宮西町にある時宗の寺院である。境内には本堂、庫裡、地蔵堂が建ち、地蔵堂は日限子育地蔵尊を祀り、近隣の信仰を集めている。

## 歴史
寛元3（1245）年、道阿上人一光大和尚開山の古刹。六孫王源経基が武蔵介の時の館址と伝えられている。

## 「徳阿弥親氏」銘板碑
享和1（1801）年境内の竹林から徳川将軍家の先祖をさす「世良田徳阿弥親氏、応永一四年四月廿日」銘の板碑が発見されたが、「応永十四年」を「応永一四年」と記載することは中世にはありえないことであるという。島津氏によって自らの先祖と主張する源頼朝の鎌倉の墳墓が整備されたり、毛利氏によって大江広元らの先祖の墓が整備された19世紀初頭頃の状況と酷似しており単なる贋作と言われている（現在は非公開）。

## 墓
- 飯盛女（遊女）の墓[2]（無縁仏）

飯盛女が亡くなると投げ込み寺に捨てられるのが常であったが、称名寺にはめずらしく飯盛女の墓がある。

## アクセス
- 京王電鉄京王線府中駅から徒歩5分
- JR東日本 府中本町駅から徒歩5分

## 所在地
- 東京都府中市宮西町1-9-1